# Michele Tesoro
Michele Tesoro (24 september 1966) is een Vlaams danser, zanger, acteur en stuntman. 

## Leven en werk
Tesoro is van Italiaanse afkomst, maar geboren en opgegroeid in Duitsland. In België actief sinds 1990.  Hij studeerde aan de Hogeschool voor Muziek en Theater in Hannover, de Rotterdamse Dansacademie, volgde een stuntopleiding in Keulen/Düsseldorf bij action concept “Film-en Stuntproductie” en studeerde aan de Artesis Plantijn Hogeschool Antwerpen (Specifieke Lerarenopleiding Dans).

## Prijzen
- Juni 2005 - Winnaar van de John Kraaijkamp Musical Award voor Beste Mannelijke Bijrol in een kleine musicalproductie in Nederland[1]
- Genomineerd voor Beste Mannelijke Bijrol voor de Vlaamse Musicalprijzen 2005 in België

## Overigen
- Platencontract (1980) bij Telefunken Decca in Duitsland met de Band
- Combat scenes (2005) voor “slechte invloed” / regie: Koen van Dijk
- AIDAdiva CRUISE (2007-08) als Lead Soloist vanuit Hamburg op TOUR (Kanaries Eilanden)

## Privé
Hij is de vader van Laura Tesoro.